# Исаковка (Владимирская область)
Исаковка — деревня в Вязниковском районе Владимирской области России, входит в состав муниципального образования посёлок Мстёра.

## География
Деревня расположена на берегу речки Тара в 3 км на запад от центра поселения посёлка Мстёра и в 23 км на северо-запад от райцентра города Вязники.

## История
В XIX — первой четверти XX века деревня входила в состав Мстерской волости Вязниковского уезда. В 1859 году в деревне числилось 20 дворов, в 1905 году — 10 дворов, в 1926 году — 20 дворов.
С 1929 года деревня входила в состав Крутовского сельсовета Вязниковского района, с 1940 года — в составе Барско-Татаровского сельсовета, с 2005 года — в составе муниципального образования посёлок Мстёра.

## Население
| 1859 | 1905 | 1926 | 2002 | 2010 | 2021 |
| ---- | ---- | ---- | ---- | ---- | ---- |
| 132  | ↘30  | ↗92  | ↘5   | →5   | ↘4   |